# Herbeville
Herbeville är en kommun i departementet Yvelines i regionen Île-de-France i norra Frankrike. Kommunen ligger i kantonen Aubergenville som tillhör arrondissementet Mantes-la-Jolie. År 2022 hade Herbeville 232 invånare.

## Befolkningsutveckling
Antalet invånare i kommunen Herbeville
| Referens: INSEE |